# Palaeonympha opalina
Palaeonympha opalina är en fjärilsart som beskrevs av Butler 1871. Palaeonympha opalina ingår i släktet Palaeonympha och familjen praktfjärilar. Inga underarter finns listade i Catalogue of Life.